# خافيير بيريز (نحات)
خافيير بيريز (بالإسبانية: Javier Pérez)‏ (و. 1968  م) هو نحات، وفنان تشكيلي إسباني، ولد في بلباو.

## التعليم
تعلم في جامعة إقليم الباسك، في تخصص فنون جميلة
.